# 1988年冬季残疾人奥林匹克运动会西德代表团
1988年冬季残疾人奥林匹克运动会西德代表团是西德派出的1988年冬季残疾人奥林匹克运动会代表团。获得9枚金牌、11枚银牌和10枚铜牌。